# Britha colubalis
Britha colubalis là một loài bướm đêm trong họ Erebidae.